# Rio Yacht Club
Rio Yacht Club es un club náutico brasileño con sede en Niterói.

## Historia
Fue fundado el 14 de abril de 1914 con el nombre de Rio Sailing Club para aglutinar a todas las personas de la zona interesadas en el deporte de la vela.

## Regatas
Especialmente dedicado a la vela ligera, organiza anualmente en abril la Regata Aniversario y en diciembre la Regata Preben Schmidt.

## Deportistas
Medallistas olímpicos:
- Isabel Swan, bronce en 470 (2008)
- Torben Grael, oro en Star (1996 y 2004), plata en Soling (1984) y bronce en Star (1988 y 2000)
- Marcelo Ferreira, oro en Star (1996 y 2004) y bronce en Star (2000)
- Lars Grael, bronce en Tornado (1988 y 1996)

Campeones del mundo:
- Lars Grael, en Star (2015) y en Snipe (1983)
- Martine Grael y Kahena Kunze, en 49er FX (2014) y en 420 Juvenil (2009)
- Claudia Swan, en A-Cat (2009)
- Pepe D’elia, en Penguin (1988)
- Torben Grael, en Snipe (1983 y 1987) y en Snipe Juvenil (1978)
- Marcelo Maia, en Snipe (1987)
- Axel Schmidt y Erik Schmidt, en Snipe (1961, 1963 y 1965)